# Передача
Передача, передавальний механізм — механізм, призначений для погодження параметра руху вала двигуна з параметрами руху ведучої ланки виконавчого механізму.

## Загальний опис
Передавальний механізм — це пристрій різного принципу дії (механічний, електромагнітний, гідравлічний, пневматичний, комбінований та ін.), що призначений для передачі руху (у нашому випадку обертового) від вала двигуна до ведучої ланки виконавчого механізму.
Водночас передавальний механізм змінює кінематичні та динамічні параметри вихідної ланки джерела механічного руху до значень, які вимагає вхідна ланка виконавчого механізму.
Ці механізми за видом передачі енергії можна поділяти на: передачі зачепленням або передачі тертям — фрикційні передачі через фрикційний контакт. А за кількістю енергетичних потоків на одно- та багатопотокові.
Нарівні з цим передавальні механізми поділяються й за ознаками:
- взаємного розташування валів: паралельне, пересічне та перехресне;
- передавального числа: постійне, ступінчасто-змінне, безступінчасто-регульоване;
- виду руху валів: рядні, планетарні;
- числа ступенів: одноступеневі, багатоступеневі;
- виконання корпусу: відкриті, закриті.

### Передачі зачепленням
У передачах зачепленням основні деталі — колеса — мають зуби, внаслідок зачеплення яких відбувається передача крутного моменту. Якщо передача забезпечує постійне передавальне число і служить для зниження частоти обертання веденого вала, то вона називається редуктором, для підвищення — мультиплікатором, якщо в передачі змінюється передавальне число, то її називають варіатором.

### Фрикційні передачі
Фрикційні передачі здійснюють передачу руху за рахунок тертя. Вони використовуються не тільки для передавання обертового руху, а й широко застосовуються для перетворення обертового руху в поступальний (наприклад, у транспортних машинах: колесо-дорога, колесо-рейка; у прокатних станах металургійної промисловості: коток-виріб тощо). Широкого застосування набули фрикційні передачі у варіаторах — механізмах безступеневого регулювання кутової швидкості.

### Багатопотокові передачі
З метою зменшення габаритів і маси приводу часто застосовують принцип поділу силового потоку на декілька паралельних силових ланок. У широкому розумінні багатопотоковою можна назвати будь-яку передачу, у якій є розділення силового потоку.

## Окремі різновиди
Безступенева трансмісія
Гвинтова передача
Гідродинамічна передача
Гідростатична передача
Гіпоїдна передача
Зірочка (техніка)
Зубчаста передача
Зубчасто-пасова передача
Ланцюгова передача
Механічна передача
Пасова передача
Планетарна передача
Фрикційна передача
Хвильова передача
Цівкова передача
Черв'ячна передача
Пневматичні передавальні механізми
Електромагнітні передавальні механізми